# Франк Чамісо
Франк Чамісо Маркес (ісп. Frank Chamizo Marquez; нар. 10 липня 1992, Матансас, провінція Матансас) — кубинський та італійський борець вільного стилю, дворазовий переможець та бронзовий призер чемпіонатів світу, чотириразовий чемпіон Європи, срібний призер Європейських ігор, переможець Панамериканського чемпіонату, володар кубку світу, бронзовий призер Олімпійських ігор.

## Біографія
Виріс на Кубі без батьків. Мати жила в Іспанії, батько — у Сполучених Штатах Америки. Виховувався бабусею.
Боротьбою займається з 2000 року. До 2011 року виступав за збірну Куби, у складі якої став Панамериканським чемпіоном, володарем Кубку світу, бронзовим призером чемпіонату світу. Виступав у ваговій категорії до 55 кг. У 2011 році невдало виступив на Панамериканських іграх. Перемога на цих змаганнях була для Куби політичним питанням. Під приводом того, що вага Франка Чамісо була на 100 грамів вище норми, його виключили зі збірної на 2 роки, які він провів у крайніх злиднях.
Коли Франку Чамісо було 20 років, він одружився з італійською спортсменкою. Це дало йому змогу виїхати до Італії. Згодом вони розлучилися.
З 2013 року Франк Чамісо захищає кольори збірної Італії. У її складі став чемпіоном Європи 2015 року у віковій категорії до 23 років. Того ж року став срібним призером Європейських ігор та переможцем чемпіонату світу в Лас-Вегасі. Наступного року виграв також дорослу європейську першість і став бронзовим призером Олімпіади в Ріо-де-Жанейро.

## Спортивні результати на міжнародних змаганнях

### Виступи на Олімпіадах
| Змагання                    | Збірна | Вагова категорія          | Місце  |
| --------------------------- | ------ | ------------------------- | ------ |
| Літні Олімпійські ігри 2016 | Італія | вільна боротьба, до 65 кг | Бронза |
| Літні Олімпійські ігри 2020 | Італія | вільна боротьба, до 74 кг | 5      |

### Виступи на Чемпіонатах світу
| Змагання                        | Збірна | Вагова категорія          | Місце  |
| ------------------------------- | ------ | ------------------------- | ------ |
| Чемпіонат світу з боротьби 2010 | Куба   | вільна боротьба, до 55 кг | Бронза |
| Чемпіонат світу з боротьби 2011 | Куба   | вільна боротьба, до 55 кг | 12     |
| Чемпіонат світу з боротьби 2015 | Італія | вільна боротьба, до 65 кг | Золото |
| Чемпіонат світу з боротьби 2017 | Італія | вільна боротьба, до 70 кг | Золото |
| Чемпіонат світу з боротьби 2018 | Італія | вільна боротьба, до 74 кг | 5      |
| Чемпіонат світу з боротьби 2019 | Італія | вільна боротьба, до 74 кг | Срібло |
| Чемпіонат світу з боротьби 2022 | Італія | вільна боротьба, до 74 кг | Бронза |
| Чемпіонат світу з боротьби 2023 | Італія | вільна боротьба, до 74 кг | 31     |

### Виступи на Чемпіонатах Європи
| Змагання                         | Збірна | Вагова категорія          | Місце  |
| -------------------------------- | ------ | ------------------------- | ------ |
| Чемпіонат Європи з боротьби 2016 | Італія | вільна боротьба, до 65 кг | Золото |
| Чемпіонат Європи з боротьби 2017 | Італія | вільна боротьба, до 70 кг | Золото |
| Чемпіонат Європи з боротьби 2018 | Італія | вільна боротьба, до 74 кг | Бронза |
| Чемпіонат Європи з боротьби 2019 | Італія | вільна боротьба, до 74 кг | Золото |
| Чемпіонат Європи з боротьби 2020 | Італія | вільна боротьба, до 74 кг | Золото |
| Чемпіонат Європи з боротьби 2021 | Італія | вільна боротьба, до 74 кг | Бронза |
| Чемпіонат Європи з боротьби 2022 | Італія | вільна боротьба, до 74 кг | Срібло |
| Чемпіонат Європи з боротьби 2023 | Італія | вільна боротьба, до 74 кг | Срібло |

### Виступи на Європейських іграх
| Змагання              | Збірна | Вагова категорія          | Місце  |
| --------------------- | ------ | ------------------------- | ------ |
| Європейські ігри 2015 | Італія | вільна боротьба, до 65 кг | Срібло |

### Виступи на Панамериканських чемпіонатах
| Змагання                                   | Збірна | Вагова категорія          | Місце  |
| ------------------------------------------ | ------ | ------------------------- | ------ |
| Панамериканський чемпіонат з боротьби 2010 | Куба   | вільна боротьба, до 55 кг | Золото |

### Виступи на Кубках світу
| Змагання                    | Збірна | Вагова категорія          | Місце  |
| --------------------------- | ------ | ------------------------- | ------ |
| Кубок світу з боротьби 2011 | Куба   | вільна боротьба, до 55 кг | Золото |
| Кубок світу з боротьби 2020 | Італія | вільна боротьба, до 74 кг | Срібло |

### Виступи на інших змаганнях
| Змагання                                       | Збірна | Вагова категорія                   | Місце  |
| ---------------------------------------------- | ------ | ---------------------------------- | ------ |
| Гран-прі Іспанії з боротьби 2013               | Італія | вільна боротьба, до 66 кг          | Срібло |
| Меморіал Вацлава Циолковського 2013            | Італія | вільна боротьба, до 66 кг          | 5      |
| Henri Deglane Challenge 2013                   | Італія | вільна боротьба, до 66 кг          | Бронза |
| Турнір Яшара Догу 2014                         | Італія | вільна боротьба, до 65 кг          | Золото |
| Турнір Алі Алієва 2014                         | Італія | вільна боротьба, до 65 кг          | Бронза |
| Турнір міста Сассарі з боротьби 2014           | Італія | вільна боротьба, до 65 кг          | 8      |
| Гран-прі Іспанії з боротьби 2014               | Італія | вільна боротьба, до 65 кг          | Золото |
| Міжнародний турнір Дінмухамеда Кунаєва 2014    | Італія | вільна боротьба, до 65 кг          | Бронза |
| Турнір Олександра Медведя 2015                 | Італія | вільна боротьба, до 65 кг          | 7      |
| Гран-прі Іспанії з боротьби 2015               | Італія | вільна боротьба, до 70 кг          | Срібло |
| Меморіал Вацлава Циолковського 2015            | Італія | вільна боротьба, до 65 кг          | Золото |
| Турнір Олександра Медведя 2016                 | Італія | вільна боротьба, до 65 кг          | Срібло |
| Турнір Дана Колова — Николи Петрова 2017       | Італія | вільна боротьба, до 70 кг          | 7      |
| Турнір Алі Алієва 2017                         | Італія | вільна боротьба, до 70 кг          | Золото |
| Меморіал Іона Корнеану і Ладислава Сімона 2017 | Італія | вільна боротьба, до 70 кг          | Золото |
| Турнір Аланії з боротьби 2017                  | Італія | вільна боротьба, до 70 кг          | 5      |
| Київський Міжнародний турнір з боротьби 2018   | Італія | вільна боротьба, до 74 кг          | Золото |
| Турнір Дана Колова — Николи Петрова 2018       | Італія | вільна боротьба, до 74 кг          | Золото |
| Beat the Streets 2018                          | Італія | Multiple Style Event, до SMLL74 кг | Срібло |
| Середземноморські ігри 2018                    | Італія | вільна боротьба, до 74 кг          | Золото |
| Турнір Ібрагіма Мустафи 2018                   | Італія | вільна боротьба, до 74 кг          | Золото |
| Турнір Дмитра Коркіна 2018                     | Італія | вільна боротьба, до 74 кг          | Срібло |
| Турнір Дана Колова — Николи Петрова 2019       | Італія | вільна боротьба, до 74 кг          | Бронза |
| Турнір міста Сассарі з боротьби 2019           | Італія | вільна боротьба, до 74 кг          | Золото |
| Турнір Яшара Догу 2019                         | Італія | вільна боротьба, до 74 кг          | Срібло |
| Турнір Маттео Пелліцоне 2021                   | Італія | вільна боротьба, до 74 кг          | Золото |
| Меморіал Вацлава Циолковського 2021            | Італія | вільна боротьба, до 74 кг          | Срібло |

### Виступи на змаганнях молодших вікових груп
| Змагання                                      | Збірна | Вагова категорія          | Місце  |
| --------------------------------------------- | ------ | ------------------------- | ------ |
| Чемпіонат світу з боротьби серед юніорів 2010 | Куба   | вільна боротьба, до 55 кг | 16     |
| Чемпіонат Європи з боротьби серед молоді 2015 | Італія | вільна боротьба, до 65 кг | Золото |